# Un enemic del poble (teatre)
Un enemic del poble (en noruec, En Folkefiende) és un drama polític del dramaturg Henrik Ibsen publicat el 1882 i estrenat el 13 de gener de 1883 al Teatre Christiania d'Oslo. Aquesta obra, Casa de nines i Hedda Gabler són les tres més conegudes de l'autor. Es considera una de les obres més significatives del repertori universal del teatre anarquista del tombant del segle xix al XX. A Catalunya es va estrenar en castellà, el 14 d'abril de 1893, al Teatre Novetats dirigida per Antoni Tutau.
Aquesta peça, traduïda al català, es va representar al febrer del 2003 al Teatre Rialto de València i al mes de novembre del mateix any al Teatre Romea de Barcelona, dirigida per Carme Portaceli. La companyia mallorquina Teatre de Què la va representar l'any 2005. Posteriorment, una versió de Juan Mayorga i Miguel del Arco, que inclou cançons originals basades en poemes d'Ibsen, es va estrenar al Teatre Lliure de Barcelona el 23 de gener de 2014.
Es tracta d'una obra que ha estat utilitzada al llarg dels anys per a fer activisme polític o qüestionar-se si n'hi ha prou de tenir un règim democràtic si el sistema polític i social continua basat en criteris purament econòmics. Per exemple; una versió que Thomas Ostenmeier en va fer a Berlín el 2013 parlava de la situació actual d'Europa i substituïa les aigües del balneari pels bancs.

## Argument

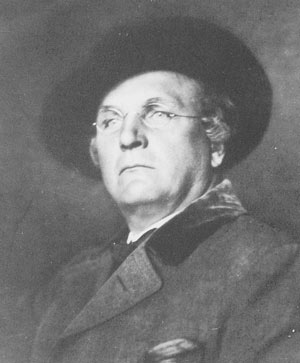
L'actor noruec Egil Eide caracteritzat de doctor Stockmann el 1915

El doctor Thomas Stockmann denuncia que les aigües del balneari, que és la font principal d'ingressos al poble, esdevenen un problema per a la salut. Els habitants del poble intenten amagar aquesta veritat i així aconsegueixen que aquest fet només es quedi amb una denúncia del solitari doctor davant de tot un poble. Les postures dels personatges evolucionen a mesura que el conflicte econòmic i sanitari s'agreuja. L'obra acaba amb el judici del doctor Stockmann. Això comporta que ell i la seva família se n'hagin d'anar del poble.

## Temes
El tema principal és el qüestionament de si una societat ha de regir-se pel criteri del màxim benefici econòmic, com una empresa, o pel màxim benefici social, i quins serien i on són els límits. També sobre el "bé comú" i la individualitat.
D'altra banda, l'obra precedent d'Ibsen, Espectres, referenciava implícitament la malaltia de la sífilis. El fet que hi aparegués una malaltia contagiosa, transmesa per contacte sexual, va provocar reaccions molt agressives d'alguns conservadors puritans i va posar de manifest la hipocresia d'una certa comunitat. Això va inspirar Ibsen a centrar el tema de la seva següent obra, Un enemic del poble, precisament en una malaltia i en les actituds i reaccions de la societat envers aquesta.

## Versions cinematogràfiques
N'existeix una versió en pel·lícula, estrenada el 1978, dirigida per George Schaefer i que va protagonitzar Steve McQueen. El 1989, se'n va estrenar una versió índia, i en la qual la trama ocorre en aquest país, del director Satyajit Ray.

## Influència a Catalunya

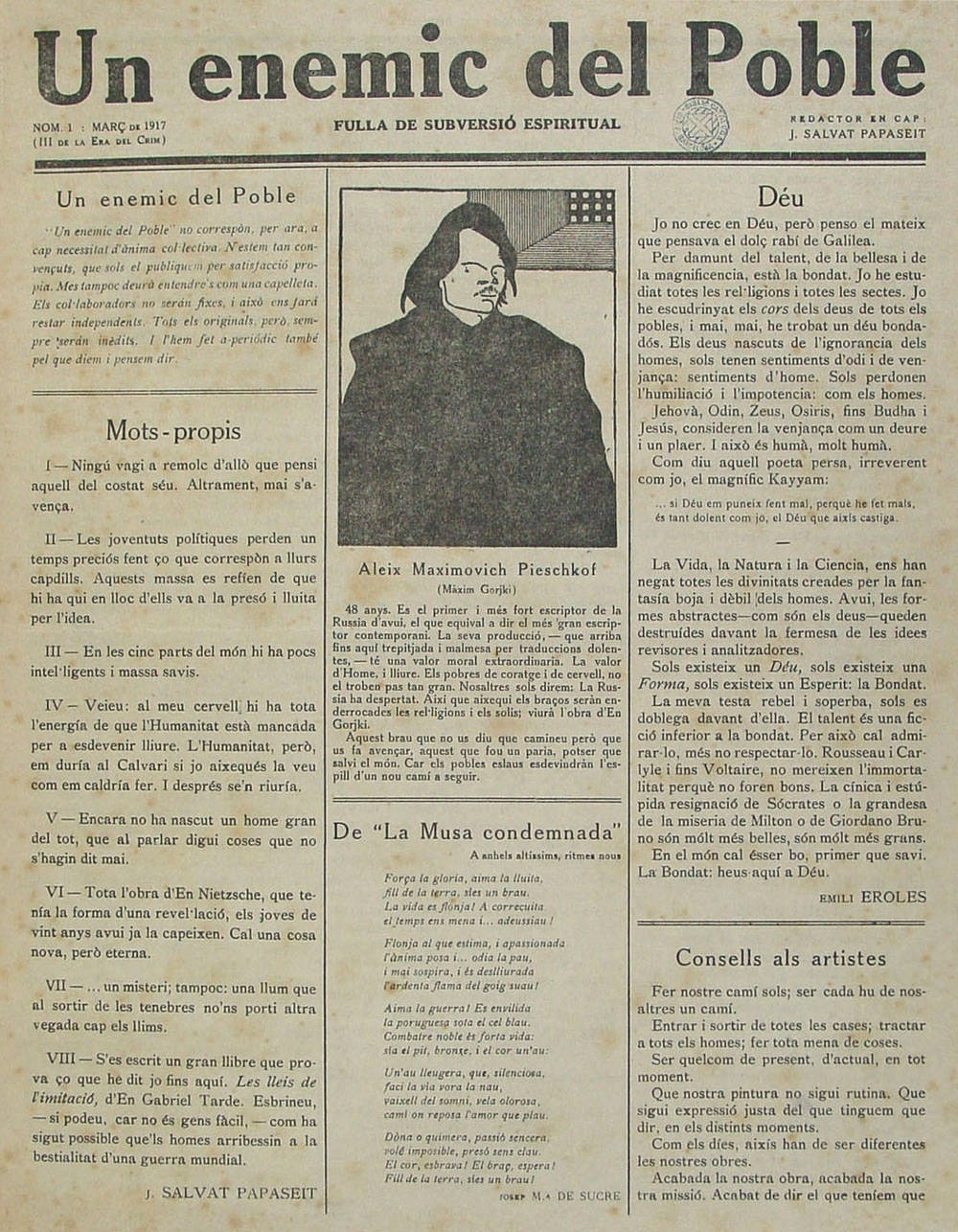
Portada d'un número de la revista Un Enemic del Poble

Ibsen va tenir influència en el teatre modernista català —en el corrent que s'anomenà «teatre d'idees»—, en especial en el teatre d’Ignasi Iglésias o de Joan Puig i Ferreter.
Al segle xx, aquesta peça teatral va donar nom a la revista anarquista Un enemic del Poble, amb el subtítol de Full de subversió espiritual, publicada per Joan Salvat-Papasseit entre 1917 i 1919.